# Дзьомгі (аеродром)
Дзьомгі (рос. Дзёмги) — військовий аеродром в Хабаровському краї, знаходиться на території авіаційного заводу в місті Комсомольськ-на-Амурі. На аеродромі базується 23-й авіаційний винищувальний полк 303-ї змішаної авіадивізії 11-ї армії ВПС і ППО.
До 2017 року «Дзьомгі» був аеродромом змішаного базування і приймав цивільні літаки.
23-й винищувальний авіаційний полк був утворений у 2000 році шляхом злиття 60-го винищувального авіаційного полку з 404-м винищувальним авіаційним полком. В листопаді 2022 за участь у війні проти України 23-му полку присвоєно звання гвардійського.
На озброєні 23-го авіаполку знаходяться кілька літаків п'ятого покоління Су-57.

## Катастрофи та інциденти
- 24 грудня 2019 під час випробовувального польоту розбився перший серійний Су-57. Пілот успішно катапультувався[7][8].